# Église Saint-Martin de Zaventem
L'église Saint-Martin (néerlandais: Sint-Martinuskerk) est une église de  style gothique située sur le territoire de la commune belge de Zaventem, dans la province du Brabant flamand.

## Historique
L'église fait l'objet d'un classement au titre des monuments historiques depuis le 25 mars 1938 sous la référence 1839 et figure à l'inventaire du patrimoine immobilier de la Région flamande sous la référence 40871.

## Architecture

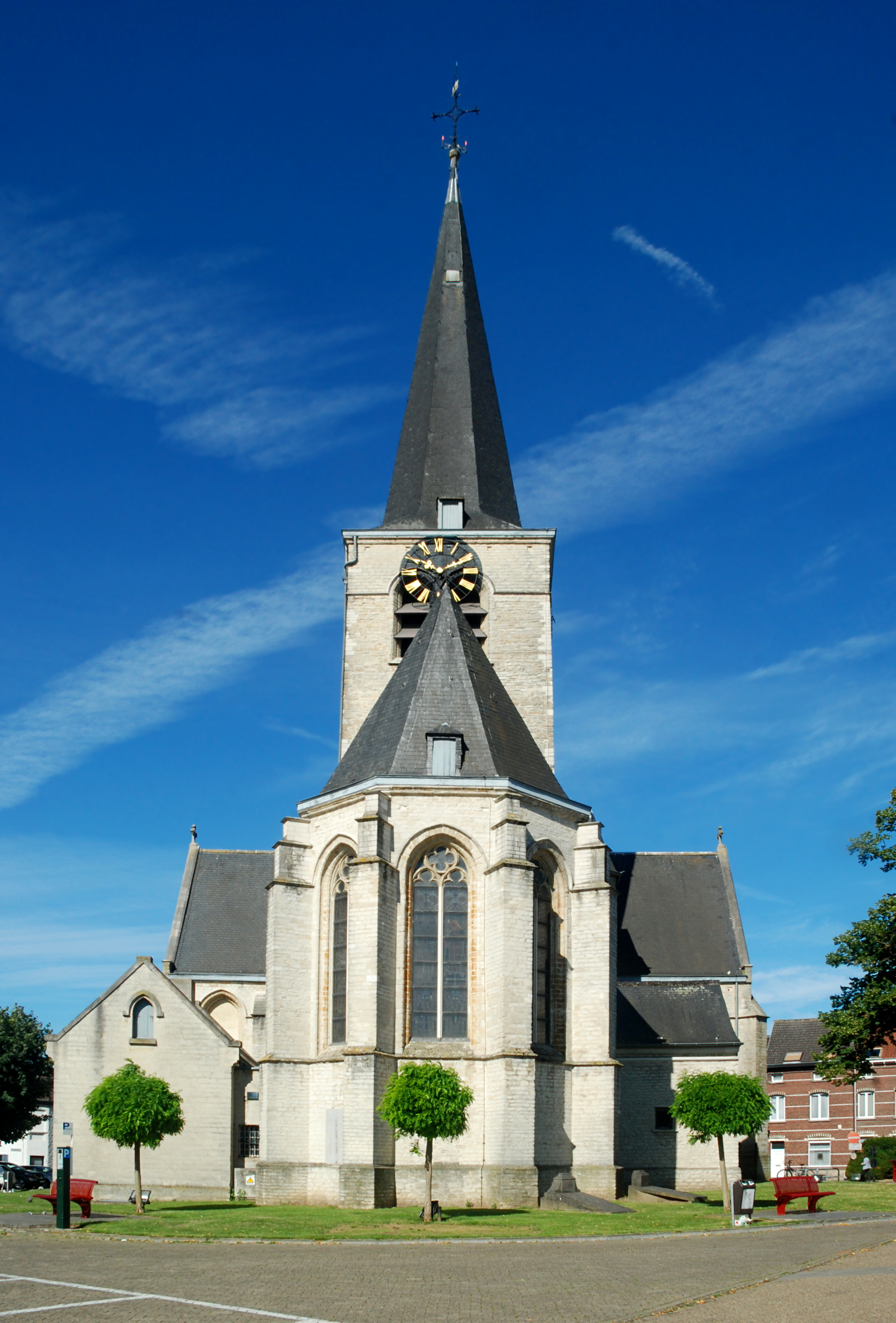
Le chevet.
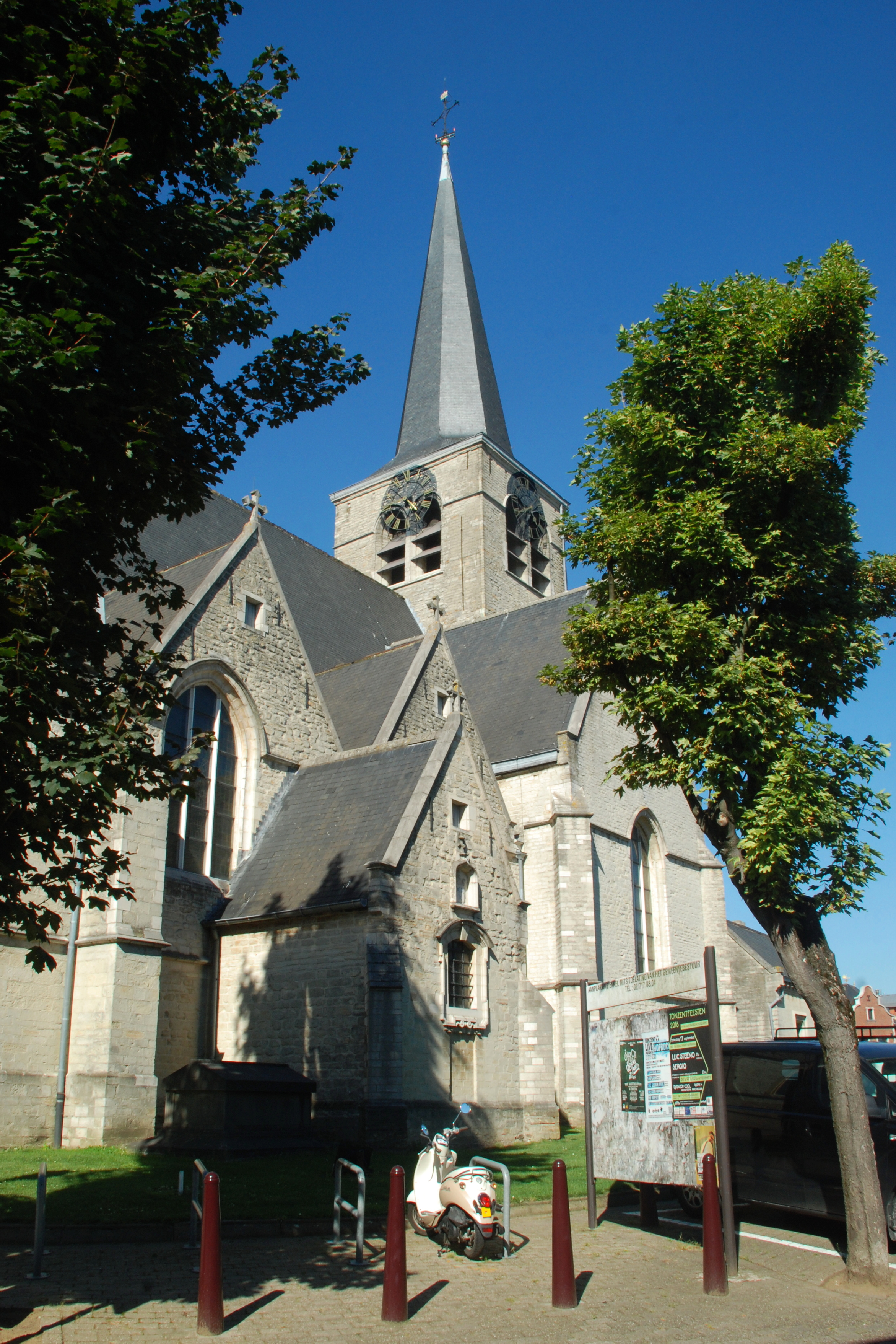
Clocher, nef et transept.
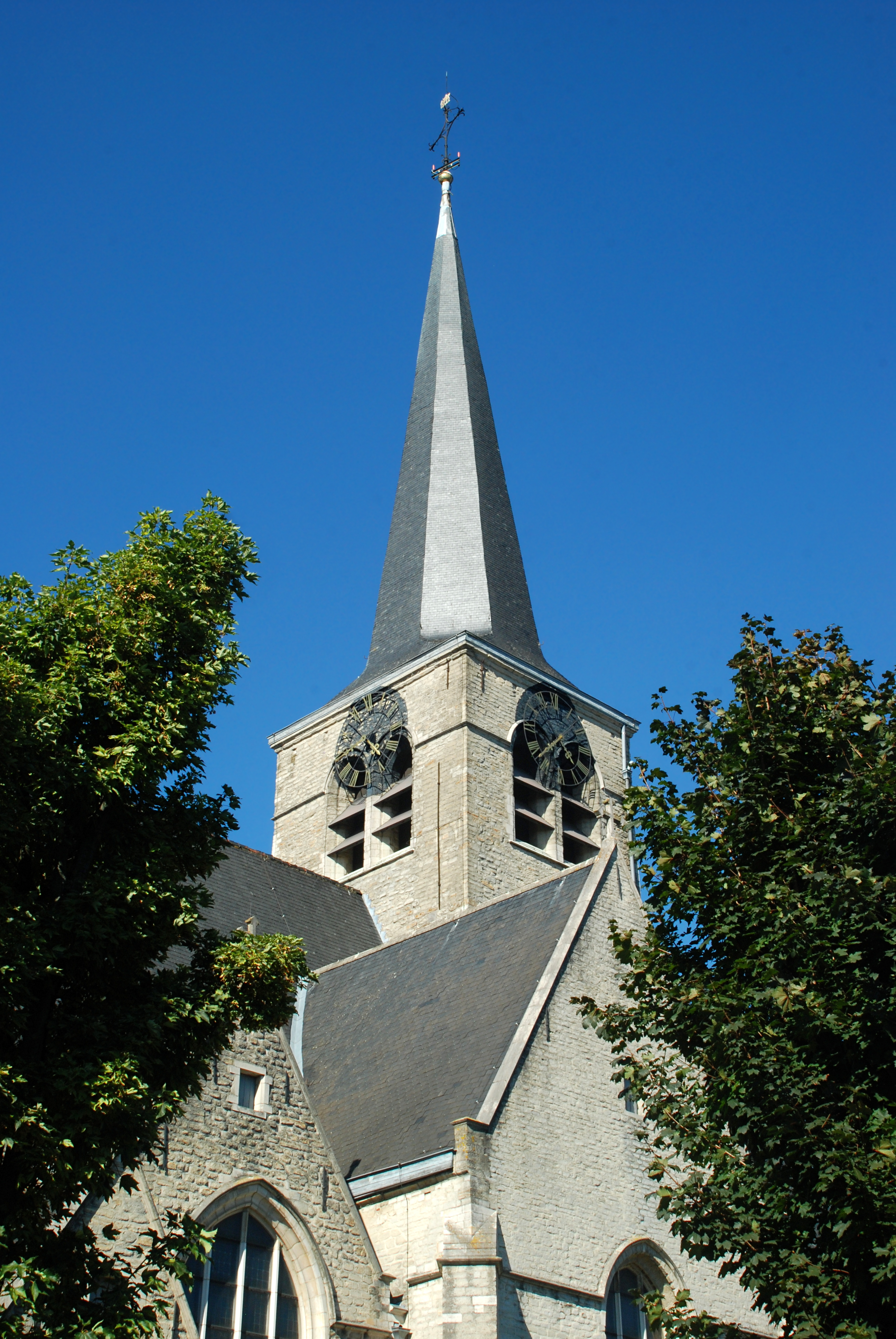
Le clocher.
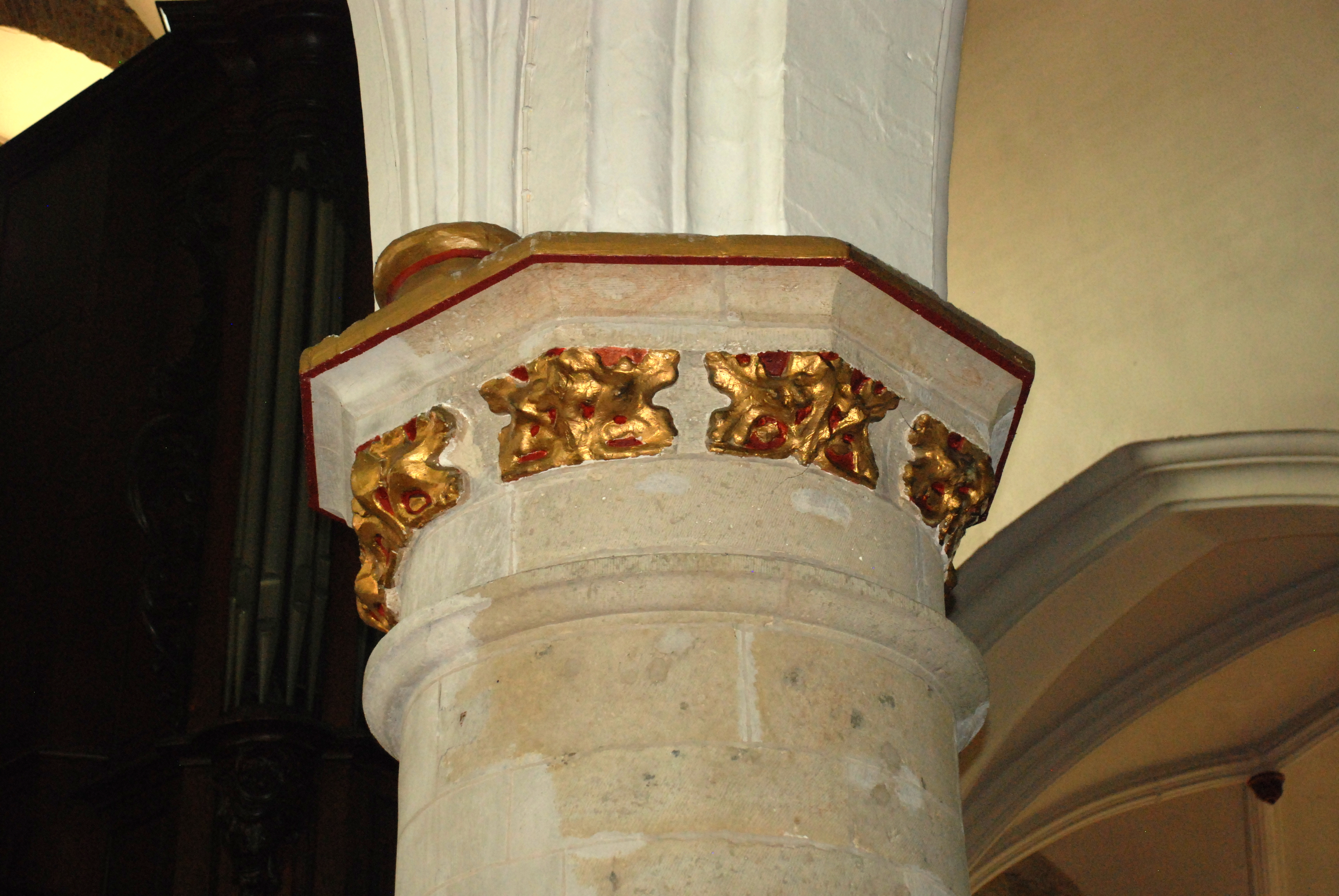
Chapiteau.

## Mobilier
L'église abrite deux confessionnaux de style Louis XV, datés respectivement des XVIIe et XVIIIe siècles.

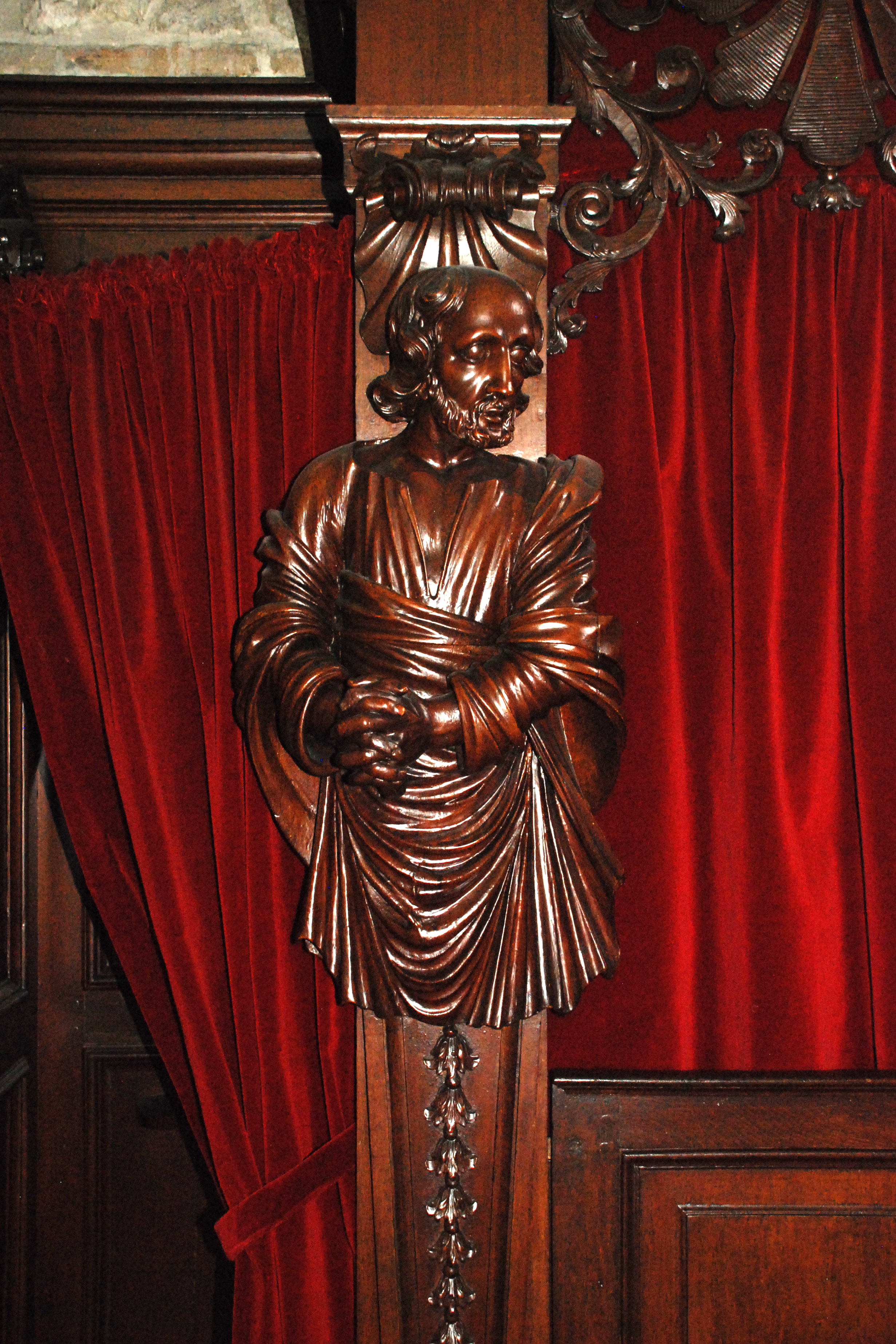
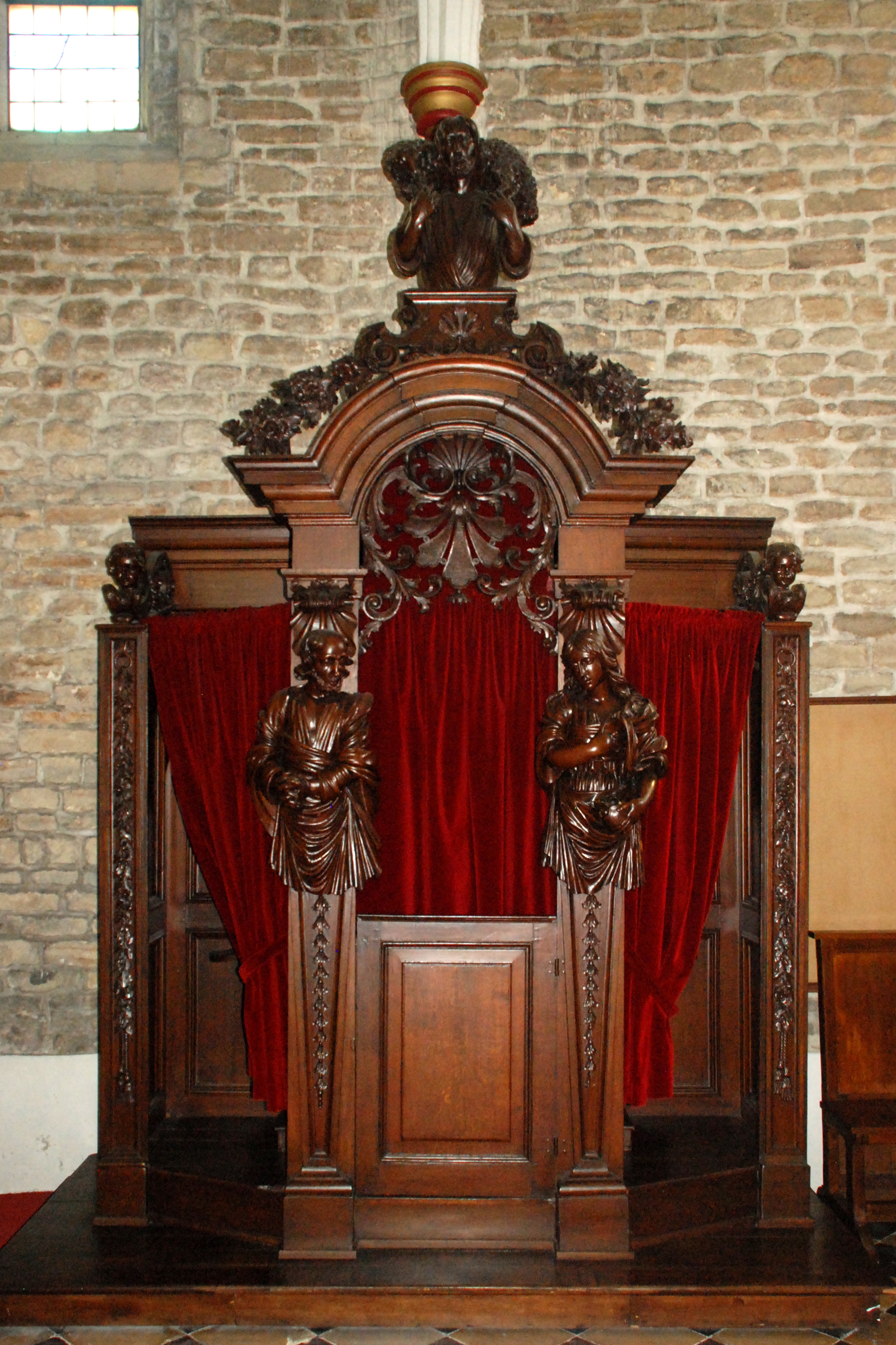
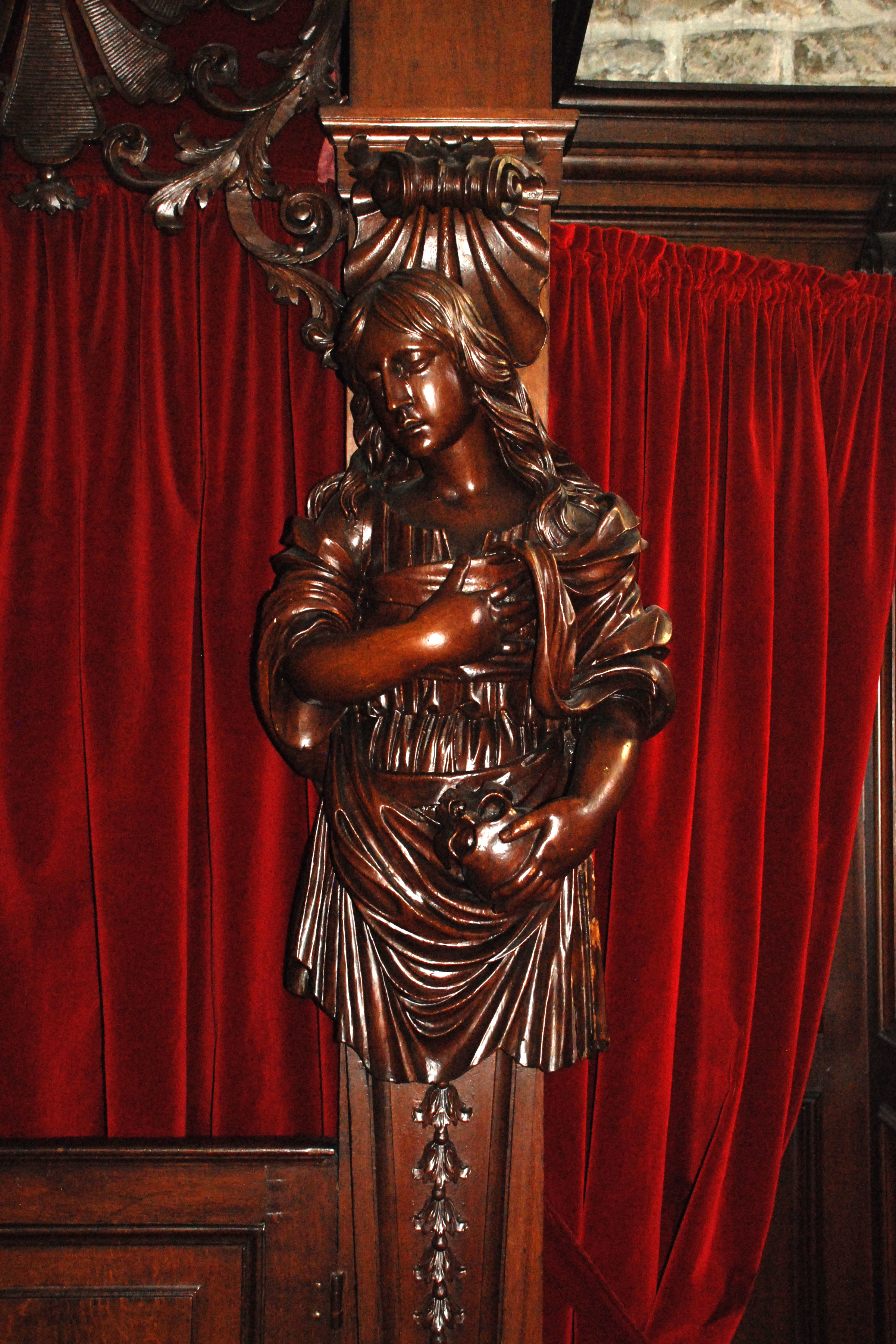